# Walther Kittel
Walther Kittel (* 20. März 1887 in Metz, Reichsland Elsaß-Lothringen; † 11. November 1971 in Wiesbaden) war ein deutscher Generalstabsarzt der Wehrmacht im Zweiten Weltkrieg.

## Leben
Der Sohn des Postkassenbuchhalters Ignaz Franz Kittel trat 1905 in die Preußische Armee ein, um Militärarzt zu werden. Kittel durchlief gemeinsam mit Gottfried Benn die Kaiser-Wilhelms-Akademie für das militärärztliche Bildungswesen in Berlin und blieb mit diesem über lange Jahre befreundet. 1906 wurde er Mitglied des Pépinière-Corps Suevo-Borussia. 1912 wurde er zum Dr. med. promoviert. Bis 1914 war er als militärischer Oberarzt an der Georg-August-Universität Göttingen tätig. Im Ersten Weltkrieg wurde er zum Stabsarzt befördert und für sein Wirken mit beiden Klassen des Eisernen Kreuzes, dem Ritterkreuz des Franz-Joseph-Ordens sowie dem Ehrenkreuz II. Klasse des Ehrenzeichens für Verdienste um das Rote Kreuz mit Kriegsdekoration ausgezeichnet.
Nach dem Krieg war Kittel zunächst bei einem medizinischen Unternehmen tätig und setzte nach dem Friedensvertrag von Versailles seine militärische Laufbahn bei der Reichswehr fort. Er wurde am 1. April 1931 zum Generaloberarzt befördert und zum Chef des Stabes der Heeres-Sanitäts-Inspektion ernannt. Am 1. Januar 1934 folgte seine Beförderung zum Oberstarzt. In die Wehrmacht übernommen, wurde er am 1. Januar 1937 zum Generalarzt und nach dem Beginne des Zweiten Weltkriegs am 1. Oktober 1940 zum Generalstabsarzt befördert. In dieser Funktion konnte er seinem alten Freund Gottfried Benn den erwünschten Umzug nach Berlin ermöglichen, in dem er ihm eine Stelle als militärischer Versorgungsarzt anbot. Bei der 1. Armee erkrankt, wurde Kittel am 22. Dezember 1940 zur 12. Armee und am 19. Juni 1942 zur 6. Armee versetzt. Am 18. August 1942 erfolgte seine Berufung zum ordentlichen Mitglied des Wissenschaftlichen Senats des Heeres-Sanitätswesens. Ab Mitte Februar 1943 war Kittel Heeresgruppenarzt der Heeresgruppe Süd und erhielt in dieser Eigenschaft das Deutsche Kreuz in Silber. Im April 1944 war er bei der Heeresgruppe Südukraine und wurde am 4. Juni 1944 mit dem Ritterkreuz des Kriegsverdienstkreuzes mit Schwertern ausgezeichnet. Der Heeresgruppe A wurde er von September 1944 bis Januar 1945 und der Heeresgruppe Mitte von Januar bis Mai 1945 zugewiesen. Am Tag der bedingungslosen Kapitulation der Wehrmacht, am 8. Mai 1945, kam er in Kriegsgefangenschaft, aus der er 1947 entlassen wurde.
Von 1963 bis 1967 war Kittel Mitglied des Wissenschaftlichen Rates für Gesundheitsangelegenheiten beim Bundesministerium der Verteidigung. Er starb im Alter von 84 Jahren.

## Veröffentlichungen
- Sanitätsoffizier beim Gruppenarzt. 2: Über das Eindringen von Psychopathen in das Reichsheer. In: Veröffentlichungen aus dem Gebiet des Militär-Sanitätswesens. Heft 1, Berlin 1927, S. 3–28.
- Gemeinsam mit Wilhelm Ziegelmayer und Walter Paul Schreiber: Soldatenernährung und Gemeinschaftsverpflegung, Vorwort von Anton Waldmann und Friedrich Karmann, Steinkopff Verlag, Dresden und Leipzig 1939, DNB-Link